# أسرلة
الأسرلة (بالعبرية: ישראליזציה‏) هو مصطلح في علم الاجتماع ودراسة الثقافة والسياسة في إسرائيل يشير إلى العمليات التي تحدث بين الأقليات في إسرائيل. الأرسلة عملية تتبنى فيها الأقليات، على مستويات مختلفة، أسلوب الحياة واللغة والثقافة والخصائص السياسية وغيرها من الخصائص للمجموعة المهيمنة في إسرائيل - اليهود العلمانيين المولودين في إسرائيل.

## نطرة عامة
يُستخدم المصطلح في الغالب لوصف التغييرات في نمط حياة وثقافة المواطنين العرب في إسرائيل منذ إنشاء إسرائيل. وفي هذا السياق، يستخدم مصطلح "الفلسطنة" لوصف العملية المعاكسة ــ مقاومة التجاوز من جانب أنصار الأسرلة وتعزيز الروابط السياسية والثقافية مع الفلسطينيين الذين يعيشون خارج الخط الأخضر. يشير عالم الاجتماع ماجد الحاج مع ذلك إلى أن هذه ليست عمليات متناقضة، وأن هناك ظهور لهويتين متوازيتين بين المواطنين العرب في إسرائيل، وهو ما أطلق عليه "التسييس".
لوحظت ظاهرة الأسرلة بين أفراد المجتمع الدرزي في إسرائيل. أشارت إحدى الدراسات إلى وجود اتجاه مفاده أن الجيل الدرزي بعد عام 1950، كلما كان الجيل أصغر سنًا، زادت احتمالية تفضيله للعبرية بدلاً من العربية، حيث يستخدم العديد من الدروز الأصغر سنًا وسائل التواصل الاجتماعي مع غياب شبه كامل لاستخدام اللغة العربية بين أقرانهم الدروز الآخرين.
يُستخدم مصطلح "الأسرلة" أيضًا في بعض الأحيان لوصف التغيرات الاجتماعية والسياسية في المجتمع الحريدي في إسرائيل، وبشكل خاص لوصف اندماجهم في النظام السياسي الإسرائيلي، واستخدامهم المتزايد لوسائل الإعلام العامة باللغة العبرية، والاندماج في سوق العمل الإسرائيلي وما إلى ذلك ويُستخدم أحيانًا لوصف استيعاب المهاجرين اليهود إلى إسرائيل ( الهجرة ) بين الإسرائيليين الأصليين وبين المهاجرين اليهود القدامى.